# Озерская Горка
Озерская Горка — деревня в Удомельском городском округе Тверской области.

## География
Деревня находится в северной части Тверской области на расстоянии приблизительно 32 км на северо-запад по прямой от железнодорожного вокзала города Удомля на западном берегу озера Вялье.

## История
Впервые упоминается в 1859 году, была выселком деревни Озёра. Дворов (хозяйств) было учтено 24 (1859), 49(1886), 56 (1911), 30 (1958), 16 (1986), 14 (1999). В советский период истории работали колхозы «Красная Горка», «Искра» и подсобное хозяйство «Спутник» треста «Гидроэлектромонтаж». До 2015 года входила в состав Мстинского сельского поселения до упразднения последнего. С 2015 года в составе Удомельского городского округа.

## Население
Численность населения: 199 человек (1859 год), 247 (1886), 317 (1911), 90 (1958), 22(1986), 24 (1999), 23 (русские 100 %) в 2002 году, 14 в 2010.